# Proclea glabrolimbata
Proclea glabrolimbata är en ringmaskart som beskrevs av Hessle 1917. Proclea glabrolimbata ingår i släktet Proclea och familjen Terebellidae. Inga underarter finns listade i Catalogue of Life.